# Rinspeed Zazen
 (avril 2020).
 (signalé en mai 2025).
Si vous disposez d'ouvrages ou d'articles de référence ou si vous connaissez des sites web de qualité traitant du thème abordé ici, merci de compléter l'article en donnant les références utiles à sa vérifiabilité et en les liant à la section « Notes et références ».
- Archive Wikiwix
- Bing
- Cairn
- DuckDuckGo
- E. Universalis
- Gallica
- Google
- G. Books
- G. News
- G. Scholar
- Persée
- Qwant
- (zh) Baidu
- (ru) Yandex
- (wd) trouver des œuvres sur Wikidata

Pour l’article homonyme, voir Zazen.
La Rinspeed Zazen est un concept-car présenté lors du salon de Genève 2006.Il est basé sur une Porsche 911 Carrera S à laquelle le constructeur a ajouté un toit en Makrolon.